# Mông Tầm Các Khuyến
Tầm Các Khuyến（giản thể: 寻阁劝; phồn thể: 尋閣勸; bính âm: Xún Géquàn, 778-809） hựu danh Tân Giác Khuyến (新覺勸), là con của Hiếu Hoàn vương Dị Mâu Tầm, là một quốc vương Nam Chiếu. Tầm Các Khuyến tại vị từ năm 808 đến 809. Năm 808, Dị Mâu Tầm qua đời, Tầm Các Khuyến kế vị. Tầm Các Khuyến tự xưng Phiếu Tín (驃信, nghĩa là "vua người Bạch"). Năm sau, Tầm Các khuyến qua đời, thụy hiệu là Hiếu Huệ Vương. Trường tử là Khuyến Long Thịnh kế vị.
Tầm Các Khuyến cần quyền trong 2 năm, cải nguyên Ứng Đạo. Ông cho tu kiến Thiện Xiển phủ (nay thuộc Côn Minh) làm Đông Kinh, còn Đại Lý là Tây Kinh. Tầm Các Khuyến từ nhỏ đã theo thầy là Trịnh Hồi để học tập văn hóa Hán nên có tài nghệ thâm sâu về Hán tự.

## Niên hiệu
- Ứng Đạo: 809